# Cook Do
Cook Do（クックドゥ）は味の素が販売する調味料のブランド。
直訳で「料理する」という意味である他、欧米における「ニワトリの鳴き声」(クックドゥードゥルドゥー)をイメージしたものとなっている。

## 沿革
1978年に本格的な中華料理の味が家庭で味わえる合わせ調味料として発売された。2002年からは朝鮮料理用合わせ調味料「Cook Do コリア!」が発売された。
2012年8月からは和風・洋風のおかずが簡単に作れる「Cook Do きょうの大皿」が発売された。姉妹商品としてパスタ用の「Pasta Do」も販売されている。
2023年現在、家庭用のほか業務用も販売されている。

## 商品ラインナップ
中華料理用
- 中華合わせ調味料：麻婆茄子（マーボーチェズ）用、青椒肉絲（チンジャオロウスー）用、酢豚用など
- 中華醤調味料：オイスターソース、豆板醤など
- 中華スープの素
- 炒飯調味料
- 香味ペースト:当初は中部7県（稀に滋賀県などでも売られることもある）での先行発売だったが、現在は近畿など全国発売に

朝鮮料理用
- Cook Do コリア!：プルコギ用、コチュジャンなど

和風・洋風おかず
- Cook Do きょうの大皿：豚バラ大根用、塩鶏じゃが用など
- Cook Do ごはん用合わせ調味料「おかずごはん」シリーズ

### 中華合わせ調味料
肉や野菜に加えるだけで本格中華料理が作れるペースト状の調味料。2012年12月現在19種類が販売されている。調理時間は15〜20分に設定されている。基本的に3〜4人前であるが、麻婆茄子用、麻婆豆腐用、青椒肉絲用、干焼蝦仁（カンシャオシャーレン、エビのチリソース炒め）用には2人前も販売されている。

## CM出演者
- 黒柳徹子（1980年 - ）[1]
- アグネス・チャン（1993年頃 - 、Cook Do 干焼蝦仁）※ ナレーション
- 樋口可南子 ※ 娘役の稲坂亜里沙らと共演
- 木梨憲武 ※ 娘役の三吉彩花らと共演。
- 安田成美 ※ 木梨降板後に主演（共演はしていない）。家族バージョン篇で夫役の近藤芳正、娘役の三吉彩花らと共演。
- 山口智充（2010年 - 2018年、Cook Do 中華合わせ調味料 他）※ 妻役の菜木のり子、娘役の杉咲花（2011年 - 2017年）・黒崎レイナらと共演。
- SKE48（Cook Do 香味ペースト）[2]
- 松重豊（Cook Do きょうの大皿）
- 前田旺志郎（Cook Do きょうの大皿）
- 山田涼介（Hey! Say! JUMP）（Cook Do 香味ペースト）
- ピエール瀧（Cook Do おかずごはん）
- 西田尚美（Cook Do おかずごはん）
- 小池栄子（Cook Do きょうの大皿）
- 竹内涼真（Cook Do 回鍋肉）
- 阿部寛（Cook Do 回鍋肉）
- 柳楽優弥（Cook Do 香味ペースト）
- 黒木真二（Cook Do 炒ソース）